# Ronde van Oman 2024
De 13e editie van de wielerwedstrijd Ronde van Oman vond plaats in 2024 van 10 tot en met 14 februari. De start was bij het Oman Across Ages Museum in Manah, de finish in het Djabal Achdar bergmassief. De ronde maakte deel uit van de UCI ProSeries 2024, in de categorie 2.Pro. In 2023 won de Amerikaan Matteo Jorgenson. Deze editie werd gewonnen door de Brit Adam Yates.

## Deelname
Er namen negen UCI World Tour-ploegen, vier UCI ProTeams en drie UCI Continental teams en de nationale ploeg van Oman deel. 
| WorldTour | ProTeam                                                 | Continentaal team                                      | Nationaal team |
| --- | ------------------------------------------------------- | ------------------------------------------------------ | -------------- |
| Arkéa-B&B Hotels Astana Qazaqstan Team BORA-hansgrohe Cofidis Intermarché-Wanty Soudal-Quick Step Team dsm-firmenich PostNL Team Jayco AlUla UAE Team Emirates | Burgos-BH Equipo Kern Pharma Lotto Dstny Uno-X Mobility | JCL Team UKYO Roojai Insurance Terengganu Cycling Team | Oman           |

## Etappe-overzicht
| Et. | Datum | Start                           | Finish                                | Type       | km        | Winnaar           | Klassementsleider |
| --- | ----- | ------------------------------- | ------------------------------------- | ---------- | --------- | ----------------- | ----------------- |
| 1   | 10/2  | Oman Across Ages Museum (Manah) | Oman Convention and Exhibition Centre | Vlakke rit | 181,5     | Caleb Ewan        | Caleb Ewan        |
| 2   | 11/2  | As Sifah                        | Qurayyat                              | Heuvelrit  | 170,5     | Finn Fisher-Black | Finn Fisher-Black |
| 3   | 12/2  | Bid Bid Naseem Garden           | Eastern Mountain Al Bustan            | Heuvelrit  | 169.5 76  | Paul Magnier      | Luke Lamperti     |
| 4   | 13/2  | Al Rustaq Fort Fanja            | Yitti Hills                           | Heuvelrit  | 207,5 104 | Amaury Capiot     | Finn Fisher-Black |
| 5   | 14/2  | Imty Samail                     | Djabal Achdar (Green Mountain)        | Bergrit    | 139 172   | Adam Yates        | Adam Yates        |

## Klassementenverloop
| Et.          | Winnaar           | Algemeen klassement · | Puntenklassement · | Strijdlustklassement · | Jongerenklassement · | Ploegenklassement |
| ------------ | ----------------- | --------------------- | ------------------ | ---------------------- | -------------------- | ----------------- |
| 1            | Caleb Ewan        | Caleb Ewan            | Caleb Ewan         | Óscar Pelegrí          | Gleb Syritsa         | Burgos-BH         |
| 2            | Finn Fisher-Black | Finn Fisher-Black     | Finn Fisher-Black  | Óscar Pelegrí          | Finn Fisher-Black    | UAE Team Emirates |
| 3            | Paul Magnier      | Luke Lamperti         | Luke Lamperti      | Óscar Pelegrí          | Luke Lamperti        | UAE Team Emirates |
| 4            | Amaury Capiot     | Finn Fisher-Black     | Luke Lamperti      | Óscar Pelegrí          | Finn Fisher-Black    | UAE Team Emirates |
| 5            | Adam Yates        | Adam Yates            | Finn Fisher-Black  | Óscar Pelegrí          | Finn Fisher-Black    | UAE Team Emirates |
| 0Eindstanden | 0Eindstanden      | Adam Yates            | Finn Fisher-Black  | Óscar Pelegrí          | Finn Fisher-Black    | UAE Team Emirates |

2010 · 2011 · 2012 · 2013 · 2014 · 2015 · 2016 · 2017 · 2018 · 2019 · 2020-2021 · 2022 · 2023 · 2024 · 2025
Ronde van Valencia ·
Figueira Champions Classic ·
Ronde van Oman ·
Clásica de Almería ·
Ronde van de Algarve ·
Ruta del Sol ·
Ardèche Classic ·
Drôme Classic ·
Kuurne-Brussel-Kuurne ·
Trofeo Laigueglia ·
Nokere Koerse ·
Milaan-Turijn ·
GP Denain ·
Bredene Koksijde Classic ·
Grote Prijs Miguel Indurain ·
Scheldeprijs ·
Brabantse Pijl ·
Ronde van de Alpen ·
Ronde van Turkije ·
Grote Prijs van Plumelec ·
Tro Bro Léon ·
Ronde van Hongarije ·
Vierdaagse van Duinkerke ·
Boucles de la Mayenne ·
Ronde van Noorwegen ·
Circuit Franco-Belge ·
Brussels Cycling Classic ·
Dwars door het Hageland ·
Ronde van België ·
Ronde van Slovenië ·
Ronde van het Qinghaimeer ·
Ronde van Wallonië ·
Arctic Race of Norway ·
Ronde van Burgos ·
Ronde van Denemarken ·
Ronde van Duitsland ·
Maryland Cycling Classic ·
Ronde van Groot-Brittannië ·
Grote Prijs van Fourmies ·
GP Industria & Artigianato-Larciano ·
Coppa Sabatini ·
Grote Prijs van Wallonië ·
Ronde van Luxemburg ·
Super 8 Classic ·
Ronde van Langkawi ·
Ronde van het Münsterland ·
Ronde van Emilia ·
Parijs-Tours ·
Coppa Bernocchi ·
Ronde van de Drie Valleien ·
Ronde van Piemonte ·
Ronde van het Taihu-meer ·
Ronde van Veneto ·
Japan Cup ·
Veneto Classic